# 西脇洋貴
西脇 洋貴（にしわき ひろたか、1957年2月22日 - ）は日本の政治家、奈良県平群町長。

## 略歴
出典
- 1979年（昭和54年）4月 - 平群町役場に奉職。
- 2017年（平成29年）3月 - 平群町役場を退職。
- 2018年（平成30年）4月 - 平群町副町長就任。
- 2018年（平成30年）12月 - 前職の岩崎万勉の逝去に伴う平群町長選挙に出馬。同月9日に行われた投開票では元町議の山田仁樹を破り、平群町長に選出された[2]。
- 2022年（令和4年）11月 - 新人の須藤啓二を破り、再選[3]。